# جواز سفر الإمبراطورية الكورية
تم إصدار جوازات سفر الإمبراطورية الكورية لمواطني الإمبراطورية الكورية للسفر الدولي. صدرت جوازات السفر لأول مره باللغة الإنجليزية في الإمبراطورية الكورية في عام 1902 من قبل وكالة الترفيه الشعبية (بالكورية: 수 민원، 綏 民 院) بغرض هجرة الكوريين إلى هاواي. في 1904 تم إصدار جوازات السفر من قبل وزارة الخارجية الكورية الامبراطورية (بالكورية: 대한 제국 외부). ولقد كانت جوازات السفر باللغات الإنجليزية والفرنسية والصينية القديمة، ولقد احتوى الجواز على معلومات مثل الاسم والعنوان والسن، ووجهه السفر.